# Milis
Milis (topónimo oficial en lengua sarda) es una localidad italiana de la provincia de Oristán, región de Cerdeña,  con 1.627 habitantes.

## Evolución demográfica
| Gráfica de evolución demográfica de Milis entre 1861 y 2001 |
|                                                             |
| Fuente ISTAT - elaboración gráfica de Wikipedia             |